# Il richiamo del corno
Il richiamo del corno (The Sound of His Horn), pubblicato anche col titolo Caccia alta, è un romanzo ucronico distopico del 1952 di Sarban, pseudonimo del diplomatico britannico John William Wall. In esso si descrive un mondo dominato da una Germania nazista uscita vittoriosa dal secondo conflitto mondiale.
In questa realtà alternativa, attraverso esperimenti eugenetici che prevedono, oltre alle mutazioni genetiche, anche l'asportazione di quei organi considerati inutili al ruolo assegnato, i nazisti avevano trovato il modo di allevare schiavi, rigorosamente appartenenti alle razze considerate inferiori (per lo più slave), resi fisicamente e mentalmente idonei a servire i volubili capricci della razza ariana: dai ligi e muti inservienti, alle feroci belve umane, ai docili animali da compagnia, alla selvaggina per le battute di caccia.

## Trama
(Sarban, Il richiamo del corno)
(Risvolto scritto da Sarban per la prima edizione del romanzo (1952))

### Prologo
Thorsway, Inghilterra, 1948 circa. Alan Querdilion, ex tenente della marina militare britannica (la Royal Naval Reserve) durante la seconda guerra mondiale, sopravvissuto al campo di prigionia tedesco per ufficiali (Oflag) e poi al campo di concentramento, è riuscito a fare finalmente ritorno a casa, ma profondamente cambiato nel carattere: da uomo esuberante, attivo e risoluto qual era, si ritrova ad essere apatico e silenzioso, al punto che la madre confida ad un amico che «quello che i tedeschi avevano liberato nel 1945 era solo una parte di Alan [...] "Loro" avevano rimandanto indietro il suo corpo, più o meno sano, e con quel tanto di capacità mentali che gli permetteva di occuparsi dell'amministrazione quotidiana della piccola fattoria che suo padre gli aveva lasciato; ma si erano tenuti il resto».
Durante una cena con dei vecchi amici, nel mezzo di una conversazione sull'attività venatoria, Alan si risveglia dal suo torpore accennando al terrore indescrivibile che si prova ad essere cacciati. Dopocena, Alan decide di confidarsi con il suo migliore amico e gli racconta la bizzarra avventura che è convinto di aver vissuto qualche anno prima.

### Fuga dall'Oflag
Seconda guerra mondiale, maggio 1943. In seguito alla sconfitta subìta durante la battaglia di Creta, il tenente Alan Querdilion viene fatto prigioniero e internato in un campo di prigionia per ufficiali della Germania Orientale: l'Oflag XXIX Z. Dopo numerosi tentativi di fuga falliti, il tenente riesce a scappare assieme ad un altro prigioniero, l'ufficiale Jim Long, scavando un lungo tunnel sotto la recinzione del campo. Una volta usciti, il piano di fuga prevedeva il raggiungimento della città di Stettino dove, supportati da un'organizzazione clandestina che aiutava gli evasi a fuggire dalla Germania, si sarebbero entrambi imbarcati su una nave svedese verso la libertà. Eppure i due evasi, in disaccordo sulla modalità con cui arrivare a Stettino, si separano e prendono due strade diverse.
Il tenente Alan, deciso a raggiungere la stazione dei treni di Dämmerstadt (convinto che fosse più appropriato allontanarsi il più possibile dal campo di prigionia), comincia a vagare per i boschi e le campagne seguendo i sentieri secondari più impervi, al fine di evitare ogni contatto umano che potrebbe condurlo ad una nuova cattura. Dopo giorni di cammino, stremato dalla fatica, dagli stenti e dal costante terrore di essere braccato, Alan si perde e raggiunge la cima di un crinale ai cui piedi un'intensa luce surreale illuminava una foresta verdeggiante e un laghetto. Il richiamo dell'acqua spinge Alan a recuperare le poche forze che gli rimangono per raggiungere lo specchio d'acqua e dissetarsi. Nella sua corsa, però, si imbatte in una sorta di barriera elettrificata che lo folgora e gli fa perdere i sensi.

### Il risveglio nella tenuta Hackelnberg
Al suo risveglio, memore di quanto gli era accaduto, si accorge di essere, ormai da diverso tempo, ospite di una sorta di ospedale di lusso, prigioniero di qualcuno che, per qualche ragione, aveva interesse a tenerlo in vita e a curarlo con ogni riguardo. Incomincia, perciò, ad indagare, ma l'unica cosa che scopre è quella di trovarsi in Germania, più precisamente nella tenuta del Gran Maestro delle Foreste del Reich, il Conte Johann (Hans) von Hackelnberg, oltre alla consapevolezza di essere circondato da oggetti di un materiale mai visto prima e al fatto che di notte avverte distintamente il suono di un corno da caccia nella foresta, che inquieta persino il personale dell'ospedale. A guarigione quasi completata, Alan riceve la visita del medico che lo ha in cura, Herr Professor Doktor Wolf von Eichbrunn, il quale finalmente gli svela quanto gli era accaduto: scopre, così, di essersi scontrato contro una barriera di letali raggi Bohlen che circonda l'intera tenuta e che, essendo l'unico - fino a quel momento - a sopravvivere a quella violenta scarica, aveva suscitato interesse tale da essere curato e studiato.
Dal racconto del medico, però, quello che sconvolge Alan è il riferimento a una realtà storica a lui sconosciuta: scopre, allora, di trovarsi non nel 1943, bensì nell'anno 102° del primo millennio germanico (secondo il calendario stabilito dal primo Führer Adolf Hitler), a un secolo dalla vittoria della seconda guerra mondiale da parte della Germania nazista, che fece dei nazisti, la razza superiore, gli incontrastati padroni del mondo.
Atterrito, ma deciso a non perdere la ragione, Alan conquista la simpatia e la fiducia del dottore von Eichbrunn, al punto da convincerlo ad accompagnarlo in una perlustrazione nella foresta circostante, con la scusa di soddisfare puramente la sua curiosità, ma in realtà deciso a memorizzare una mappa della zona per poter pianificare una fuga.

### Il singolare intrattenimento venatorio
Durante l'esplorazione Alan si accorge che la foresta era stata adibita a tenuta di caccia, ma che l'attività venatoria lì svolta era resa bizzarra da una tanto vasta quanto stravagante varietà di prede e attrazioni, non solo animali, ma anche umane: come le "ragazze-selvaggina", in particolare le "donne-uccello", ragazze seminude travestite da splendidi uccelli colorati (il cui scopo era quello di soddisfare la lascivia del cacciatore che riusciva a predarle), oppure le "donne-gatto", ovvero donne mutanti allevate in cattività e rese simili a vere e proprie fiere (e il cui scopo era quello di divertire gli ospiti scatenando la loro ferocia sulle prede catturate), infine i "ragazzi-babbuini", addestrati e chirurgicamente modificati per imitare perfettamente le movenze del primate e usati come cani da riporto.
Sempre più incuriosito dalla figura del Conte, uomo fortemente legato alle antiche origini e tradizioni altomedievali incentrate sulla pura caccia selvaggia, Alan convince il dottore a portarlo alla festa che il Graf aveva fatto organizzare nel suo Schlöss per gli ospiti. Qui, però, Alan viene notato dal Conte che, fortemente infastidito dalla sua intrusione, dà ordine di liberarlo nella foresta, trasformandolo in una preda di caccia.

### La battuta di caccia finale e la fuga
Vestito da selvaggina umana, dopo l'iniziale smarrimento, Alan incomincia la sua perlustrazione della foresta fino a raggiungere la barriera esterna, dove intuisce che l'unica possibilità di fuga è attraverso un lungo tunnel sotterraneo che la oltrepassi. Deciso a procurarsi gli attrezzi di scavo, parte alla ricerca, quando si imbatte in un esemplare della selvaggina del Conte: una "ragazza-uccello" di nome Christine North (ma conosciuta come Kit), anche lei inglese, catturata e portata nella tenuta di Hackelnberg per aver tentato di fuggire da un campo di rieducazione della Prussia Orientale, dove era stata rinchiusa in quanto simpatizzante della resistenza anti-nazista in Inghilterra. La ragazza, oltre ad informarlo sulle modalità di caccia del Conte, lo avvisa che l'unico momento in cui la barriera viene disattivata è quando «qualcosa di grosso ci finisce in mezzo», come quando qualcuno cerca di oltrepassarla o attraversarla.
Dopo essersi procurati gli attrezzi utili allo scavo, i due cercano di raggiungere la parte più esterna della foresta per portarsi vicino alla barriera e iniziare a scavare il tunnel, ma poi sentono il suono del corno e capiscono che il Conte ha iniziato la battuta di caccia per catturare Alan. Stremati dalla corsa, braccati ormai dai cani e dalle donne-gatto e consapevoli di essere in trappola, Kit parte in una corsa sfrenata contro la barriera, implorando Alan di sfruttare l'occasione per oltrepassare la barriera, approfittando del momento in cui le torri di guardia perimetrali avrebbero disattivato i raggi per togliere il suo corpo esanime. Atterrito dal sacrificio della ragazza, ma profondamente commosso dalle sue parole e dal significato del gesto, Alan oltrepassa la barriera, da dove osserva il corpo di Kit gettato in pasto alle belve umane e animali. Il Conte, accortosi che Alan aveva oltrepassato il confine della tenuta, è inizialmente indeciso se aizzargli contro i cani e catturarlo, ma decide di lasciarlo andare, minacciandolo, però, di riprendere la caccia in futuro.

### Ritorno al 1943
Toltosi il costume da selvaggina, Alan cammina senza meta nella foresta fino a quando viene trovato dalla polizia tedesca mentre vagava nudo lungo dei binari vicino alla stazione di Dämmerstadt. Catturato, viene ricoverato in ospedale per un mese, per poi essere deportato in un campo di concentramento, dove rimane fino alla liberazione da parte dei russi, avvenuta nel maggio del 1945.

## Le fonti del romanzo
Una delle fonti del romanzo sembra essere una canzone popolare inglese del XVIII secolo sulla caccia, intitolata D'Ye Ken John Peel e incentrata sulla figura di John Peel, famoso cacciatore di volpi realmente esistito e vissuto tra la fine del '700 e la prima metà dell'800 nella contea inglese della Cumbria.
(Canzone popolare D'Ye Ken John Peel. Testo originale di John Woodcock Graves.)

## Edizioni
- Sarban, The Sound of His Horn, 1ª ed., Peter Davies Ltd, 1952.
- Sarban, Caccia alta, traduzione di Rita Botter Pierangeli, collana Gamma. [Il Fantalibro]. I Capolavori della Fantascienza. Prima edizione italiana, De Carlo Editore, 1974, ISBN non esistente.
- Sarban, Il richiamo del corno, traduzione di Roberto Colajanni, collana Fabula, Adelphi, 2015, ISBN 978-88-459-2993-9.